# Eric Schneider (Pianist)
Eric Schneider (* 1963 im Bergischen Land) ist ein deutscher Pianist.

## Leben
Schneider, jüngstes Kind einer Familie mit vier Söhnen, erhielt mit fünf Jahren erstmals Klavierunterricht. Er ist der Enkel des deutschen Schriftstellers Albrecht Schaeffer, der 1938 in die USA emigrierte. Nach dem Besuch des Gymnasiums studierte Schneider Klavier und Mathematik an der Hochschule für Musik in Köln. Nach Wettbewerbspreisen und solistischen Auftritten widmete er sich vermehrt dem Lied, absolvierte ein Studium der Liedgestaltung bei Hartmut Höll sowie ein Dirigierstudium bei Rolf Reuter. Die Sänger Elisabeth Schwarzkopf und Dietrich Fischer-Dieskau waren maßgebliche Mentoren. Des Weiteren nahm er Schauspielunterricht und lehrte an verschiedenen Hochschulen. Es erfolgte eine intensive Zusammenarbeit mit Sängern wie Christiane Oelze, Christine Schäfer, Stephan Genz, Matthias Goerne und Anna Prohaska. Als Liedpianist ist er weltweit zu hören. Im Jahr 2009 wurde er als Lehrer für Liedrepertoire an die Universität der Künste Berlin berufen.

## Aufnahmen (Auswahl)
- 2019: Eden mit Eva Resch (Genuin)
- 2017: In Erlkönigs Reich mit David Jerusalem (Hänssler)
- 2016: Lieder mit Walter Braunfels (Capriccio)
- 2015: Leipziger Schule mit Julia Sophie Wagner (Es-Dur)
- 2014: Wanderers Nachtlied mit Matthias Goerne und Helmut Deutsch (harmonia mundi)
- 2011: Sirene mit Anna Prohaska (DGG)